# Archiborborus microphthalma
Archiborborus microphthalma är en tvåvingeart som beskrevs av Richards 1931. Archiborborus microphthalma ingår i släktet Archiborborus och familjen hoppflugor. Inga underarter finns listade i Catalogue of Life.